# The Nun's Story
The Nun's Story is een film uit 1959 onder regie van Fred Zinnemann. De film is gebaseerd op het boek van Kathryn Hulme.

## Verhaal
De film begint in Brugge in 1920. Gabrielle is de dochter van een bekende chirurg en wil intreden in een klooster. Haar vader wil haar dit idee uit het hoofd praten, maar moet uiteindelijk toegeven aan Gabrielles beslissing. Gabrielle gaat daarna door het leven als zuster Luke en studeert tropische geneeskunde. In het verhaal is er veel aandacht voor de problemen die zij de eerste jaren heeft met de absolute  gehoorzaamheid  die van nonnen wordt geëist. Na haar studie en een korte periode als verpleegster in een psychiatrische inrichting vertrekt ze naar een missieziekenhuis in Belgisch-Congo. Ze wordt teruggestuurd naar België vlak voordat de Tweede Wereldoorlog uitbreekt. Als ze hoort dat de nazi's haar vader hebben vermoord, begint ze een afschuw voor hen te ontwikkelen die ze niet kan verenigen met haar geloftes als non. Uiteindelijk besluit ze het klooster te verlaten. De film eindigt met het beeld van Gabrielle die, voor het eerst in vele jaren niet gekleed in habijt maar in gewone burgerkleding, de poort van het klooster achter zich sluit en de straat uitloopt.

## Rolverdeling
| Acteur            | Personage                           |
| ----------------- | ----------------------------------- |
| Audrey Hepburn    | zuster Luke (Gabrielle van der Mal) |
| Peter Finch       | Dr. Fortunati                       |
| Dean Jagger       | Dr. Van der Mal                     |
| Edith Evans       | moeder-overste Emmanuel             |
| Colleen Dewhurst  | aartsengel Gabriel (sanatorium)     |
| Peggy Ashcroft    | moeder Mathilde                     |
| Beatrice Straight | moeder Christophe                   |

## Oscars
De film werd acht keer genomineerd voor een Oscar in 1960, maar won er geen enkele:
- Oscar voor Beste Actrice (Audrey Hepburn)
- Oscar voor Beste Camerawerk (Franz Planer)
- Oscar voor Beste Regisseur (Fred Zinnemann)
- Oscar voor Beste Montage (Walter Thompson)
- Oscar voor Beste Muziek (Franz Waxman)
- Oscar voor Beste Film
- Oscar voor Beste Geluid (George Groves)
- Oscar voor Beste Scenario (Robert Anderson)